# Microcalcarifera epicryptis
Microcalcarifera epicryptis là một loài bướm đêm trong họ Geometridae.